# 9bic
9bic是一個日本男性偶像團體。於2019年4月23日組成。
2019年6月1日，於男音祭～men's music fes～出道。
團體名稱「9bic」是由「cubic」（六面體）與「9＋big＋victory」組合而成，包含著「獲得理想中的大勝利」的意思。

## 概要
由YouTuber兼模特兒「Yapp!」 與「米村海斗」製作的男性偶像團體。
團體概念為「活在現代的王子殿下」。
除了偶像活動之外，還有經營YouTube頻道。在YouTube中，是以「hakoirimusuko」為名義活動。
於2020年8月7日，在YouTube頻道中決定粉絲名稱為「立方隊」。（页面存档备份，存于）

## 簡歷
2019 
- 4月23日，開設官方與成員各自的Twitter帳號，並公布於2019年6月1日時出道。
- 6月1日，於男音祭~men's music fes出道。
- 7月13日，舉辦第一場單獨活動「No.0 ~みんなの力で最高の箱にしたいんです。~」。
- 11月29日，於官方Twitter、youtube、instagram與9bic Oneman Live in Osaka -congruity-中，發表新成員為六花清春。
- 12月14日，六花清春於9box vol.5出道。

 2020 
- 1月10日，發表9bic的第一場東名阪巡迴演唱會「9bic 2020 Live tour ~youth~」。並同時發表時間為:2月2日大阪，2月11日名古屋，2月14日東京。
- 2月14日，於東名阪巡迴演唱會的東京最終公演，公布團體史上最大規模的「9bic 1'st Anniversary Live」於豐洲PIT舉行，同時發表「9bic Harajuku Jack」。(在3月20日〜4月2日期間，於原宿竹下通與JR山手線駅中，設立9bic的主題廣告。[2]

- 3月26日，公開「proof」的Music Video。同曲於4月11日，在各線上音樂平台公開。
- 原定於6月20日，於豐洲PIT的「9bic 1'st Anniversary Live～活在現代的王子殿下的故事～（現在を生きる王子様達の物語）」受新型冠狀病毒的影響延期至2020年9月5日。
- 7月18日，首次舉辦線上演唱會。
- 9月5日，於豐洲PIT舉辦「9bic 1'st Anniversary Live～活在現代的王子殿下的故事～（現在を生きる王子様達の物語）」，並公布成立粉絲俱樂部「9bic House」[3]。
- 12月13起，舉辦日本全國巡迴演唱會「9bic Live tour 2020-2021 ～Hero～」，在札幌、仙台、福岡、廣島、名古屋、大阪、東京，共計7個都市。並同時舉辦線上轉播。

2021
- 3月1日至3月20日，與拍貼機「MELULU2(メルル 2)」合作。
- 原定8月3日、8月4日，於ぴあアリーナMM舉辦兩周年演唱會「9bic 2nd Anniversary Live -9BICARide-」，受新型冠狀病毒的影響延期至2021年9月11日、9月12日[4] [5] 。
- 8月7日，由成員組成的樂團「Bloc」，首次公開「革命シューター」歌曲與MV[6]。
- 9月18日至9月29日，於SHIMUYA 109澀谷店與SHIMUYA 109阿倍野店與同事務所的「7m!n」舉辦WAIWAI POP-UP SHOP。
- 10月8日至10月24日，於涉谷Mairu舉辦「9bic 2nd Anniversary Exhibition～Campanula～」。
- 12月26日，與同事務所的「7m!n」於ぴあアリーナMM舉辦「WAIWAI LIVE 2021～X'mas Edition～」，並同時舉辦線上轉播。

2022
- 1月6日，網路綜藝節目「はこだしっ！キュービック」開始播放。
- 1月9日起，舉辦「9bic Zepp tour 2022～Theater～」於名古屋、札幌、福岡、大阪、羽田五大都市的Zepp舉辦巡迴演出。
- 3月15日起於JOYSOUND卡拉OK、3月17日起於カラオケDAM卡拉OK，更新9bic歌曲。
- 2022年7月17日，於TOKYO GARDEN THEATER(東京ガーデンシアター)舉辦「9bic 3rd Anniversary Live ~ARK~」三周年演唱會。
- 2022年8月1日(月)～10月30日(日)，與東京JOYPOLIS(東京ジョイポリス)舉辦合作活動9bic in JOYPOLIS[7]。
- 2022年8月8日～8月13日，六花因診斷出心律不整而暫停活動，於8月20日「神宮外苑花火大会」活動完全再開。[8] [9]。

2023
- 3月4日，出演KANSAI COLLECTION 2023 S/S。
- 5月20日起，於札幌、福岡、名古屋、大阪、東京(橫濱)舉辦四周年巡迴演唱會「9bic 4th Anniversary Live tour 2023 ~あの頃、君と見た景色をこの先も君と~」。
- 6月24日，於演唱會宣布市川慶一郎於同年11月24日從9bic畢業[10]。
- 11月23日，於豐洲PIT舉行市川慶一郎 卒業公演 ~re:incarnation~。

## 成員
| 姓名          | 日文            | 出生日期 出身地       | 身高  | 體重 | 代表色 | 興趣                         | 9bloc樂團位置 | 備註                       |
| ------------- | --------------- | --------------------- | ----- | ---- | ------ | ---------------------------- | ------------- | -------------------------- |
| 双葉 小太郎   | ふたば こたろう | 2002年1月23日 靜岡縣  | 174cm | 55kg | ▉      | 御宅族活動                   | 鍵盤手        |                            |
| 椚 三波斗     | くぬぎ みなと   | 2001年2月17日 大阪府  | 167cm | 51kg | ▉      | 電動遊戲                     | 吉他、主唱    |                            |
| 四季 涼雅     | しき りょうが   | 2000年11月29日 福岡縣 | 167cm | 50kg | ▉      | 電影鑑賞、購物               | 主音吉他      |                            |
| 仮屋瀬 さつき | かりやせ さつき | 1999年5月31日 愛知縣  | 163cm | 49kg | ▉      | 卡拉OK、電影、一個人去動物園 | 吉他、主唱    |                            |
| 六花 清春     | りっか きよはる | 1999年1月6日 大阪府   | 171cm | 55kg | ▉      | 岩盤浴                       | 貝斯          | 於2019年12月14日正式加入。 |

### 派生組合
- twi9star (トゥイックスター)[12]

由9bic團員双葉小太郎與六花清春組合而成。
團名由來以「twixter」為基礎，Twi=Twin，為雙人組合、雙胞胎的意思；9代表9bic；star表示星星。
團體於2022年1月29日發表，首次公開表演為2月12、13日「9box vol.20 ~Rikka Kiyoharu Birthday Event~」。

### 前成員
| 姓名        | 日文                  | 出生日期 出身地       | 身高  | 體重 | 代表色 | 興趣               | 備註                                        |
| ----------- | --------------------- | --------------------- | ----- | ---- | ------ | ------------------ | ------------------------------------------- |
| 市川 慶一郎 | いちかわ けいいちろう | 1996年9月8日 神奈川縣 | 177cm | 58kg | ▉      | 電子遊樂場(娃娃機) | 於2023年6月24日發表畢業，11月23日正式畢業。 |

## 歌曲
沒有發行音樂CD。
所有的歌曲皆在官方YouTube頻道「Hakoirimusuko」或是線上音樂平台公開，在官方YouTube頻道中除了以MV形式公開的歌曲以外，音樂影片中皆附上歌詞與應援call。
在數位音樂平台上公開部分歌曲。
| 公開時間       | 歌曲名稱                           | 備註 |
| -------------- | ---------------------------------- | --- |
| 2019年5月27日  | Hakoirimusuko (ハコイリムスコ)     | 2019年5月1日～2021年7月1日作為官方YouTube頻道片尾曲 |
| 2019年5月29日  | secret love                        | |
| 2019年7月6日   | gimme                              | |
| 2019年7月9日   | my sweet girl                      | |
| 2019年8月21日  | ONE!                               | 2019年8月21日於Youtube頻道公開 於2022年6月25日在線上音樂平台上架6人版本                                                                                       |
| 2019年10月4日  | police hunter                      | |
| 2019年10月21日 | 中辛的欣喜若狂(中辛エクスタシー)   | 於2021年1月1日公開Music Video 於2021年1月17日在線上音樂平台上架 2019年10月21日公開的版本為5人版本(當時六花還未加入)，而2021年之後公開的版本為6人版本          |
| 2019年12月6日  | congruity                          | |
| 2020年1月5日   | 食夢吸血鬼                         | 於2023年10月31日在線上音樂平台上架 |
| 2020年2月19日  | そんなの好きになっちゃうじゃん。   | 於2021年8月5日在線上音樂平台上架 |
| 2020年3月18    | 99%                                | |
| 2020年3月26日  | proof                              | 2020年3月26日第一支Music Video於官方YouTube頻道上公開 於2020年4月11日在線上音樂平台上架                                                                       |
| 2020年6月13日  | Aaliyah                            | 一周年主題曲 2020年6月13日第一支Music Video於官方YouTube頻道上公開 於2020年6月22日在線上音樂平台上架                                                          |
| 2020年6月22日  | 9bic melody                        | 於2020年6月22日在線上音樂平台上架 於2020年7月10日在官方YouTube頻道上公開 於2021年10月24日在線上音樂平台上架兩周年特別版本「9bic melody-2nd anniversary ver.」 |
| 2020年8月21日  | creature                           | 於2020年8月21日在官方YouTube頻道上公開MV 於2020年8月27日在線上音樂平台上架                                                                                    |
| 2020年8月27日  | LoveSPLASH                         | 於2020年8月27日在線上音樂平台上架 並沒有在官方YouTube頻道上公開                                                                                               |
| 2020年10月9日  | カフェラテ                         | 於2021年1月17日在線上音樂平台上架 |
| 2020年10月31日 | WOLF                               | 於2020年10月31日在官方YouTube頻道上公開MV 於2020年11月21日在線上音樂平台上架                                                                                  |
| 2020年11月20日 | 別に嫌いじゃねーよ                 | |
| 2020年11月21日 | make up!                           | 於2020年11月21日在線上音樂平台上架 並沒有在官方YouTube頻道上公開                                                                                              |
| 2020年12月7日  | Hero                               | 於2020年12月7日在官方YouTube頻道上公開MV 於2020年12月14日在線上音樂平台上架                                                                                   |
| 2020年12月14日 | ありがとう                         | 於2020年12月14日在線上音樂平台上架 |
| 2021年1月17日  | gloomy boy(グルーミーボーイ)       | |
| 2021年3月8日   | DOKUDOKU(ドクドク)                 | 2021年3月8日於Youtube頻道公開 於2022年6月25日在線上音樂平台上架                                                                                               |
| 2021年5月20日  | U.F.O GAME                         | |
| 2021年6月1日   | klaxon                             | 於2021年6月1日在線上音樂平台上架並公開MV 二周年主題曲 |
| 2021年7月2日   | Hakoirimusuko 2 (ハコイリムスコ 2) | 2021年7月起作為官方YouTube頻道片尾曲 |
| 2021年8月5日   | 革命シューター                     | 於2021年8月5日在線上音樂平台上架 於2021年8月5日在官方YouTube頻道上公開MV                                                                                      |
| 2021年9月11日  | Campanula                          | 於2021年10月24日在線上音樂平台上架 並沒有在官方YouTube頻道上公開                                                                                              |
| 2021年10月27日 | ゴーストマシーン                   | 2021年10月27日於Youtube頻道公開剪輯版於 2022年10月31日在線上音樂平台上架                                                                                      |
| 2021年11月15日 | SCREEN                             | 2021年11月15日在線上音樂平台上架 於2021年11月15日在官方YouTube頻道上公開MV                                                                                    |
| 2022年4月1日   | DYNA                               | |
| 2022年4月29日  | 今日も生きててえらいえらい！       | 2022年4月29日於Youtube頻道公開歌詞動畫版 2022年6月25日在線上音樂平台上架 2022年7月1日於Youtube頻道公開MV                                                      |
| 2022年5月20日  | 狂気                               | 於Youtube頻道公開Dance Practice Video |
| 2022年5月27日  | ARK                                | 三周年主題曲 2021年5月27日在線上音樂平台上架 2022年6月1日在官方YouTube頻道上公開MV                                                                            |
| 2022年8月7日   | high!最高!                         | |
| 2022年9月10日  | 僕らのインペリアル                 | 於2022年9月10日在線上音樂平台上架 並沒有在官方YouTube頻道上公開                                                                                               |
| 2022年9月10日  | カラフル                           | 於2022年9月10日在線上音樂平台上架 並沒有在官方YouTube頻道上公開                                                                                               |
| 2022年9月30日  | 黒猫ファミリア                     | 2022年9月30日在官方YouTube頻道上公開MV 2022年10月31日在線上音樂平台上架                                                                                       |
| 2023年3月20日  | 愛Land                             | |
| 2023年3月21日  | 君と僕、繋ぐ景色                   | 四周年主題曲 2023年3月25日在官方YouTube頻道上公開MV |
| 2023年4月15日  | トキヨトマレ                       | 於Youtube頻道公開Dance Practice Video |
| 2023年4月19日  | ジーニアスター                     | 於2023年4月19日在線上音樂平台上架 2023年4月22日在官方YouTube頻道上公開MV                                                                                      |
| 2023年5月17日  | また会いたくなる                   | 2023年5月17日在官方YouTube頻道上公開 |
| 2023年10月9日  | デルフィリウム                     | |
| 2023年10月9日  | 薫風ノスタルジア                   | |
| 2023年10月31日 | 禁断のアビゲイル                   | 2023年10月14日在官方YouTube頻道上公開剪輯版 於2023年10月31日在線上音樂平台上架                                                                                |

派生組合歌曲、Solo曲
| 公開時間      | 演唱                   | 歌曲名稱               | 備註                                 |
| ------------- | ---------------------- | ---------------------- | ------------------------------------ |
| 2022年2月7日  | twi9star               | 絶対的アンフレール     |                                      |
| 2022年4月27日 | 仮屋瀬さつき           | ありのまんま           |                                      |
| 2022年2月5日  | twi9star               | ホワイトボナペティ     |                                      |
| 2023年7月22日 | 双葉小太郎・市川慶一郎 | 結婚前提で推してます！ | 2023年5月20日，4周年札幌公演限定組合 |
| 2023年7月24日 | 椚三波斗・六花清春     | childish               | 2023年6月10日，4周年大阪公演限定組合 |
| 2023年7月25日 | 仮屋瀬さつき・四季涼雅 | 元彼                   | 2023年6月17日，4周年福岡公演限定組合 |

其他參與、合作歌曲
| 公開時間      | 歌曲名稱                       | 備註 |
| ------------- | ------------------------------ | --- |
| 2021年12月3日 | MARCH 2021ver ~feat.9bic/7m!n~ | 與同事務所「7m!n」的合作歌曲 2021年12月3日於事務所YouTube頻道公開WAIWAI Official （页面存档备份，存于）公開 於2022年1月1日在線上音樂平台上架 於2023年12月3日公開由9bic、7m!n、8iper演唱的2023年版本MARCH 2021ver。 |

## 媒體演出
※ 粗體字為現今正在播出中的節目

### 網路節目
- はこだしっ！キュービック (2022年1月6日-、OPENREC.tv)
- 9bicハコイリゴハン(2022年5月27日-、CookpadLive(クッキングLive))(不定期節目，每回由兩位成員主持)

### 電視節目
- バベる！-9bicがBBQで男磨き-(2022年7月15日、8月21日，TBS電視台)
- 「9bic 3周年記念ライブ～ARK～」生中継(2022年7月17日，富士電視台)[13][14]
- 「9bic 3周年記念ライブ～ARK～」完全版　(2022年8月14日，富士電視台)
- 「9bic 3周年記念ライブ～ARK～」ドキュメンタリー(2022年9月24日，富士電視台)
- 9bic × 9bic (2023年9月22日，富士電視台)

### Podcast
- MOLLY FANTASY presents WAIWAI RADIO♪ (2023年7月5日，日本放送)[15]

## 書籍

### 寫真集
- 《9bic ファースト写真集 9》(2022年9月22日發行，主婦與生活社)- ISBN 9784391158304

## 外部連結
- 9bic官方網站（页面存档备份，存于）
- ハコイリムスコ（页面存档备份，存于）-YouTube頻道
- Official Fanclub『9bic House（キュービック ハウス）』